# Europees kampioenschap gewichtheffen 1897
Het Europees kampioenschap gewichtheffen 1897 was een kampioenschap voor gewichtheffers. De tweede editie van de Europese kampioenschappen vond plaats in het Oostenrijkse Wenen op 11 november 1897.

## Geschiedenis
Het kampioenschap vond plaats zonder gewichtslimieten. De Oostenrijker Wilhelm Türk won er goud. Bezijden de medaillewinnaars is er weinig informatie over dit EK bewaard gebleven.

## Resultaten
| Gewichtsklasse | Goud         | Goud  | Zilver        | Zilver | Brons    | Brons    |
| -------------- | ------------ | ----- | ------------- | ------ | -------- | -------- |
| Open           | Wilhelm Türk | 569,3 | Eduard Binder | 414,8  | onbekend | onbekend |